# Rittergut Eckerde II

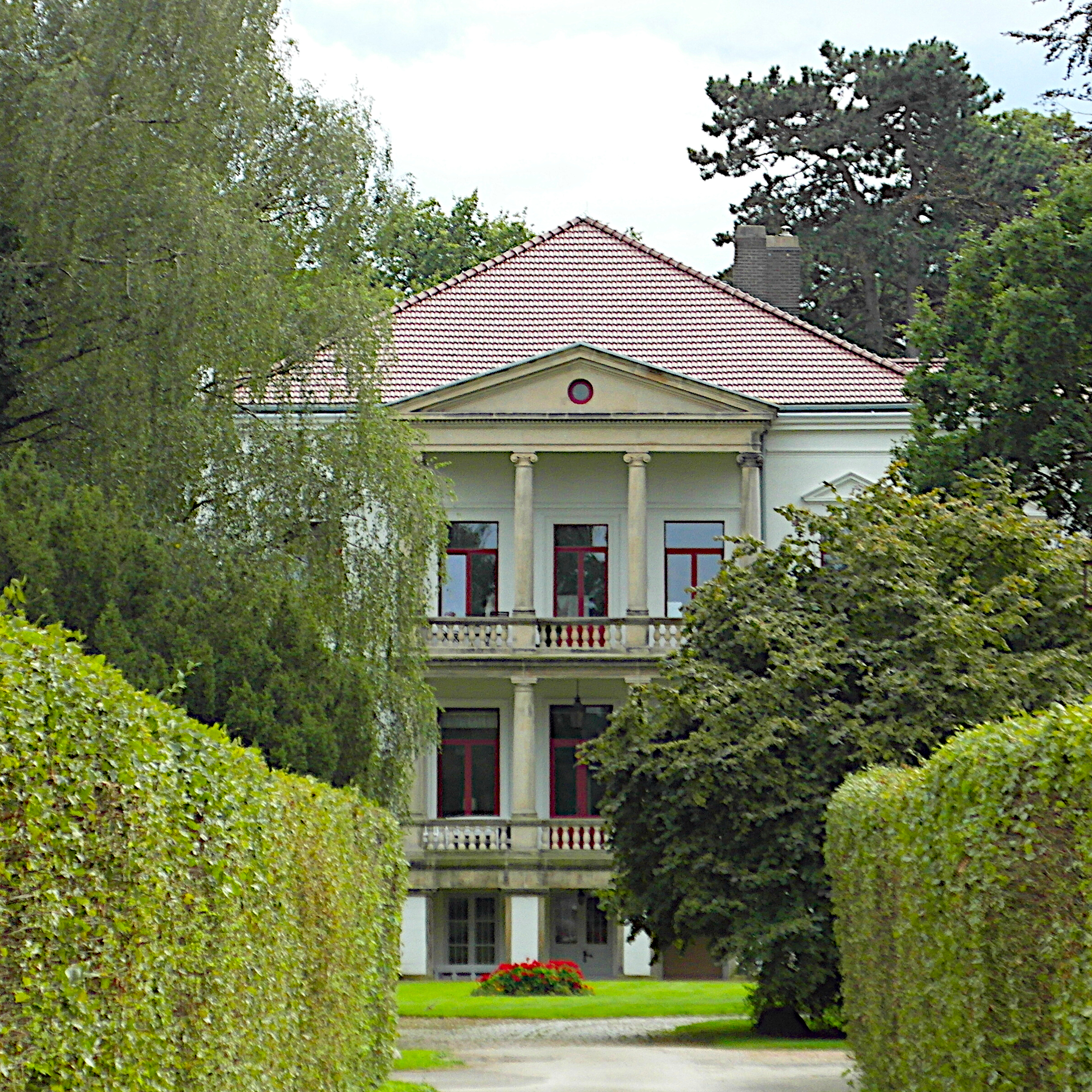
Herrenhaus des Ritterguts

Das Rittergut Eckerde II, auch Rittergut von Holle, ist ein Anwesen im Stadtteil Eckerde der Stadt Barsinghausen in der Region Hannover in Niedersachsen. Das Herrenhaus des Gutes ist denkmalgeschützt.

## Geschichte

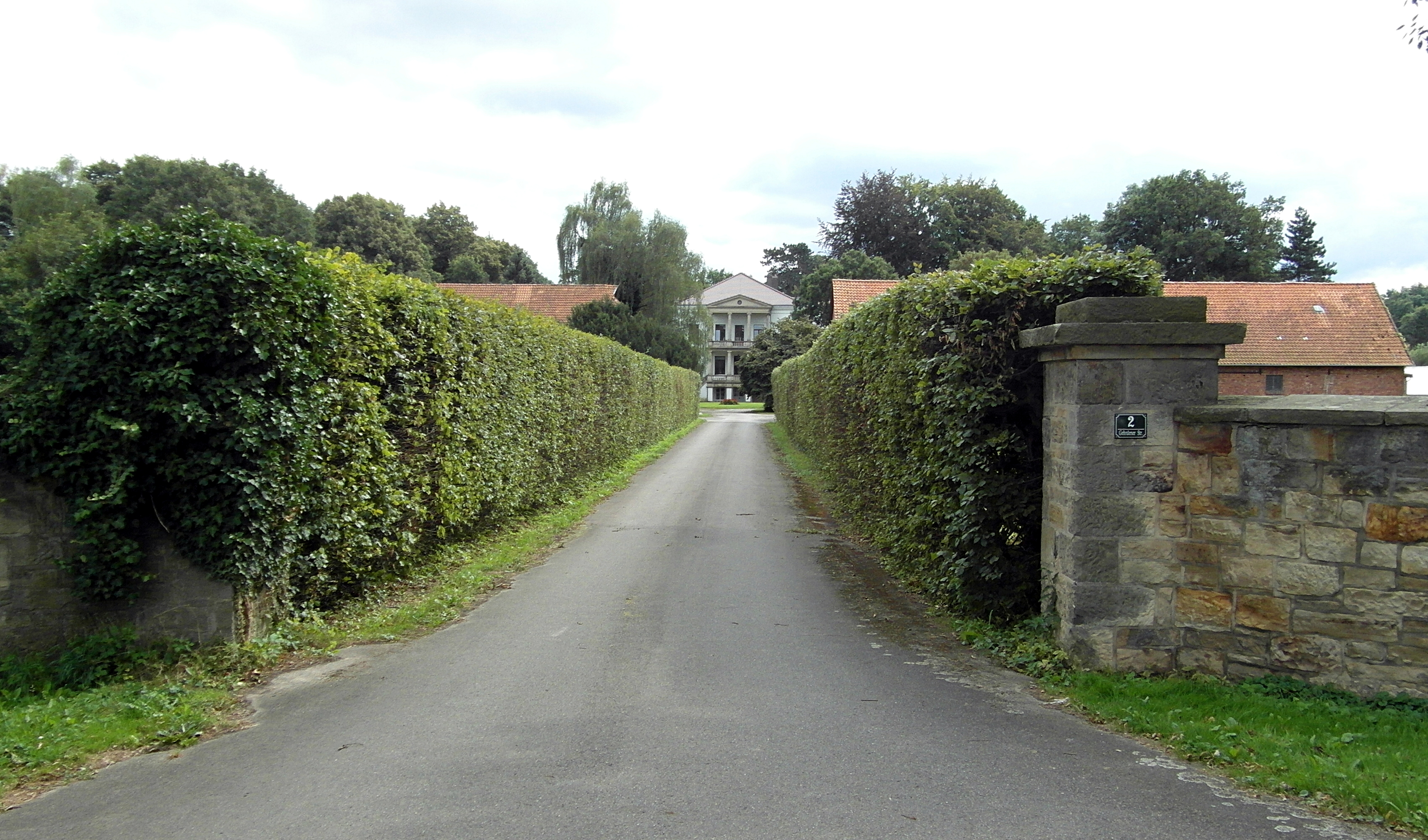
Zufahrt von der Nordseite, Mauer

In Eckerde gibt es zwei Gutsanlagen. Im Westen des alten Dorfkerns liegt das Rittergut Eckerde I der Familie von Heimburg und in Osten das Gut Eckerde II. Das im Fürstentum Calenberg gelegene Gut war in Besitz der Familie von Lo(h). Nach deren Aussterben wurde im Jahr 1487 die nach einem früheren Wohnsitz in Holle benannte Familie von Holle mit dem Gut belehnt.
Zum Gut gehörten ursprünglich Ländereien und Rechte in den Gemarkungen Almhorst, Dedensen, Döteberg, Eckerde, Gehrden, Groß Munzel, Harenberg, Kolenfeld, Landringhausen, Langreder, Leveste, Lohnde und Ostermunzel.
Nach über 400 Jahre in Familienbesitz ging das Gut im 20. Jahrhundert durch Einheirat an die Familie Ausmeyer über. Adolf Ausmeyer war ein Mitbegründer der Zuckerfabrik Neuwerk. Bis zum Zweiten Weltkrieg bewirtschaftete seine Familie zusätzlich angepachtete Güter in Eckerde, Leveste, Langreder, Bönnigsen und Lemmie.
Urkunden und Akten des Rittergut Eckerde II lagern im Niedersächsischen Landesarchiv (Abteilung Hannover).
Seit 2018 wird das Anwesen durch seine Besitzer wieder mit Rittergut von Holle bezeichnet. Der Spiegelsaal des Herrenhauses wird seitdem als eines der Trauzimmer der Stadt Barsinghausen genutzt.

## Beschreibung

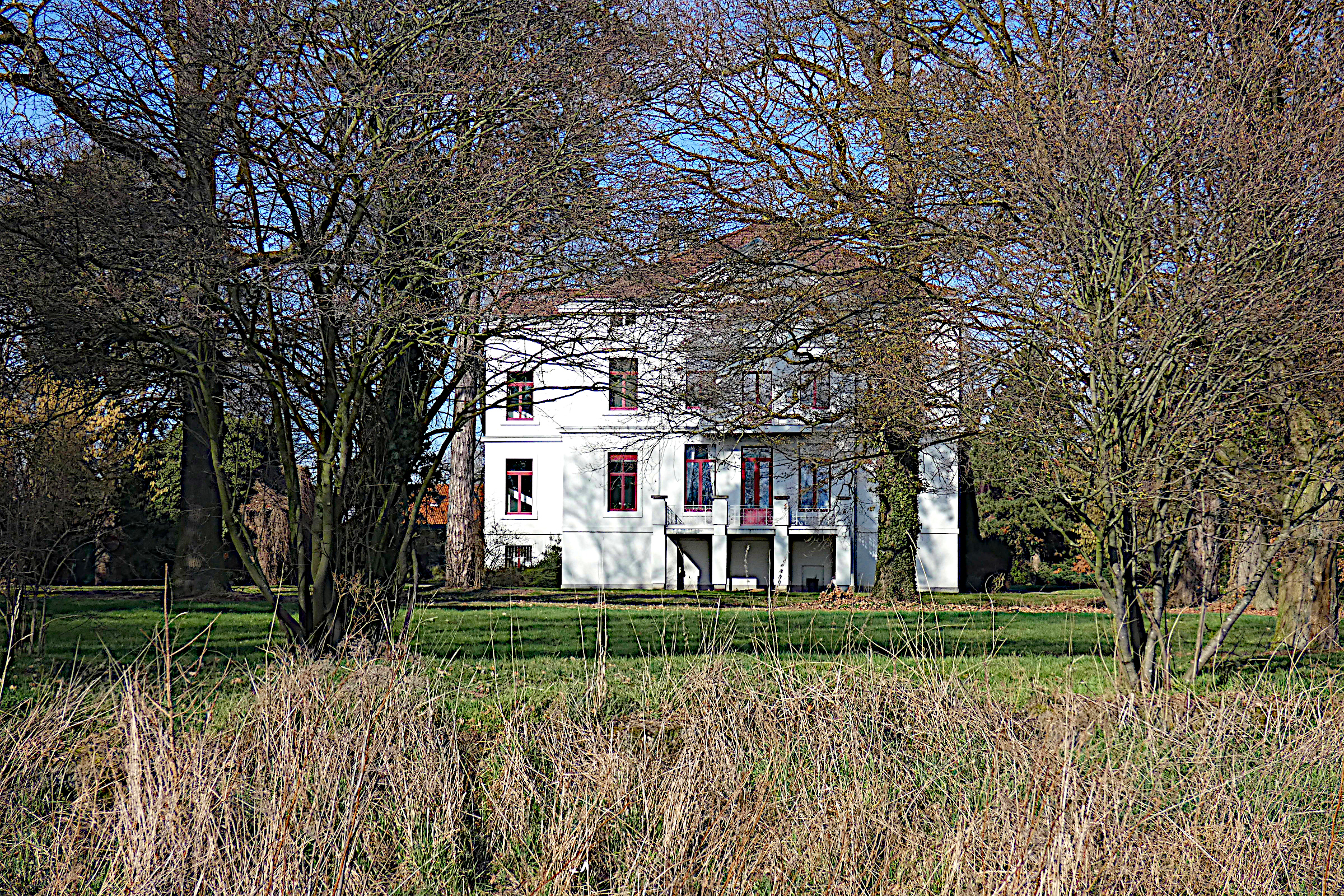
Park, südlich des Herrenhauses

Das Gut ist von einem drei Hektar großen Park umgeben. Die nördliche Abgrenzung zur Gehrdener Straße besteht aus einer denkmalgeschützten Bruchsteinmauer. Im Süden grenzt der Park an den Kirchdorfer Mühlbach, der im Osten des Anwesens in die Südaue mündet.
Insgesamt umfasst das Gut noch 80,5 Hektar.
Das Herrenhaus des Gutes Eckerde II wurde im Jahr 1827 als eingeschossiges Gebäude errichtet und 1892 oder 1895 um ein zweites Stockwerk erweitert. Die Wirtschaftsgebäude des Gutes stammen aus jüngerer Zeit. Das Herrenhaus ist ein zweigeschossiger, verputzter Massivbau. Die klassizistische Anlage hat einen quadratischen Grundriss mit je fünf Fensterachsen auf einem Souterrain. Dazu gibt es an der Westseite einen Treppenhausanbau. An der Nordseite gibt es einen drei Achsen breiten, zweigeschossigen Portikus. Eine Doppeltreppe führt auf eine Terrasse, die diese umgebenden dorischen Säulen tragen die obere Balkonade, die durch einen von ionischen Säulen getragenen Dreiecksgiebel bekrönt ist. Der entsprechende Bereich der Südseite ist als Wintergarten ausgebaut. Die Fenster sind mit profilierten Gewänder ausgeführt, die im Obergeschoss mit Giebelchen gedeckt. Die Geschosse sind durch Gurtgesims voneinander abgesetzt.

## Findling

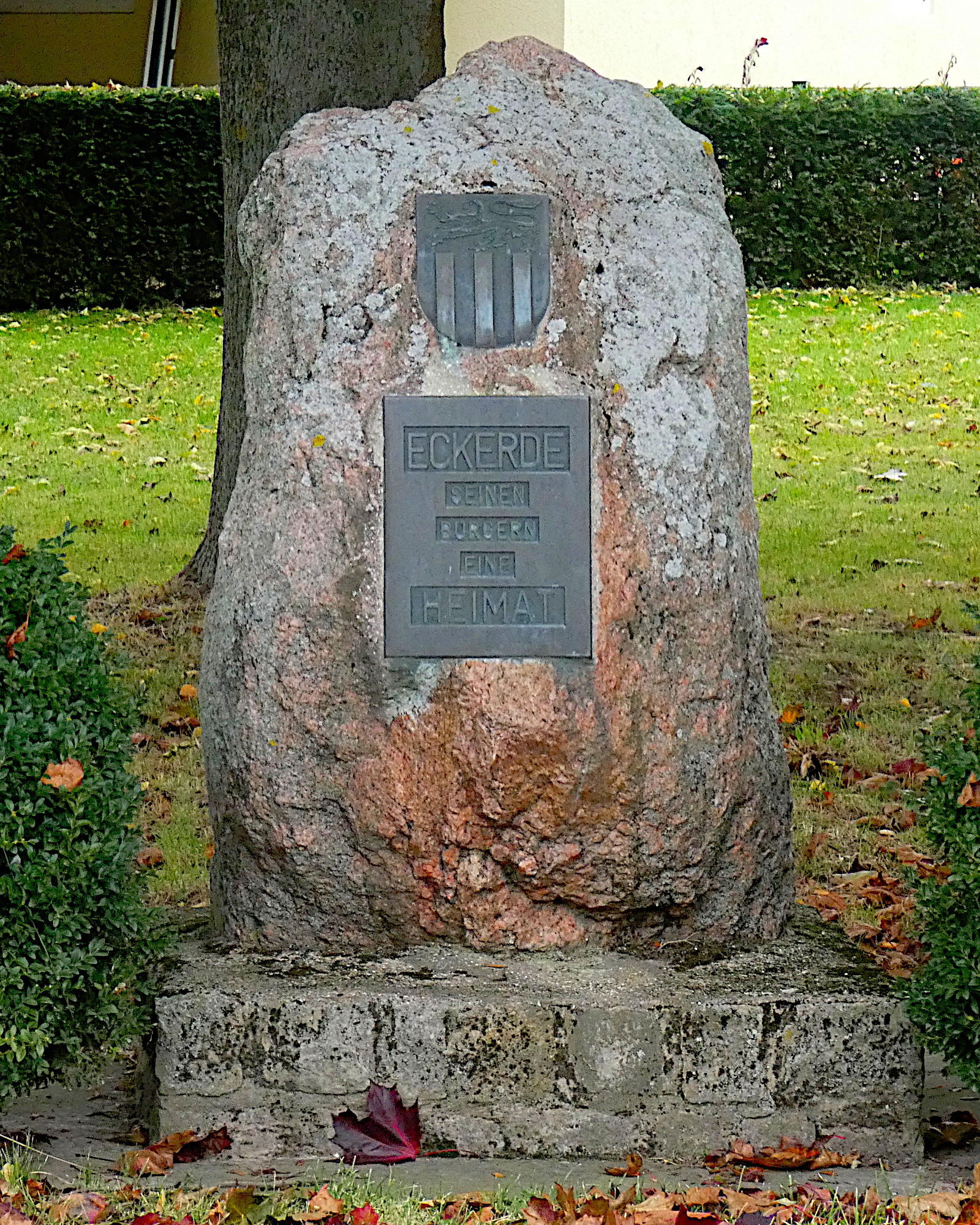
Findling in Eckerde

Etwa im Jahr 1935 wurde bei Ausgrabungen auf dem Rittergut ein Findling aus von pegmatitischen Gängen durchzogenem dunkelrotem Granit gefunden. Er soll zu den Grundmauern eines Cheruskerhauses gehört haben. 1985 wurde der Stein mit einer Inschrift versehen in der Dorfmitte aufgestellt.